# Campo (Barcelos)
Campo ist ein Ort und eine ehemalige Gemeinde (Freguesia) im nordportugiesischen Kreis Barcelos. Die Gemeinde hatte 982 Einwohner (Stand 30. Juni 2011).
Im Zuge der Gebietsreform am 29. September 2013 wurden die Gemeinden Campo und Tamel (São Pedro de Fins) zur neuen Gemeinde União das Freguesias de Campo e Tamel (São Pedro Fins) zusammengefasst. Campo ist Sitz dieser neu gebildeten Gemeinde.